# Europees kampioenschap ijshockey 1927
Het Europees kampioenschap ijshockey 1927 was een door de Ligue Internationale de Hockey sur Glace (LIHG) georganiseerd kampioenschap in het ijshockey. De 12e editie van het Europees kampioenschap vond plaats in het Oostenrijkse Wenen van 24 tot 29 januari 1927.
Het kampioenschap was onderdeel van de festiviteiten die de jubilerende Wiener EV organiseerde net als het EK kunstschaatsen voor mannen en het WK kunstschaatsen voor paren.

## Resultaten
| Datum      | Wedstrijd                     | Uitslag |
| ---------- | ----------------------------- | ------- |
| 24 januari | Oostenrijk - Hongarije        | 6-0     |
| 24 januari | Duitsland - Tsjechoslowakije  | 2-1     |
| 25 januari | Duitsland - Polen             | 2-1     |
| 25 januari | België - Tsjechoslowakije     | 2-0     |
| 26 januari | België - Hongarije            | 6-0     |
| 26 januari | Oostenrijk - Polen            | 3-1     |
| 27 januari | Duitsland - Hongarije         | 5-0     |
| 27 januari | Polen - Tsjechoslowakije      | 1-1     |
| 27 januari | Oostenrijk - België           | 1-0     |
| 28 januari | Tsjechoslowakije - Hongarije  | 5-0     |
| 28 januari | België - Polen                | 2-2     |
| 28 januari | Oostenrijk - Duitsland        | 2-1     |
| 29 januari | België - Duitsland            | 3-0     |
| 29 januari | Polen - Hongarije             | 6-1     |
| 29 januari | Oostenrijk - Tsjechoslowakije | 1-0     |

## Klassement
| #      | Team             | W - G - V | Pnt. | V-T  |
| ------ | ---------------- | --------- | ---- | ---- |
| Goud   | Oostenrijk       | 5 - 0 - 0 | 10   | 13-2 |
| Zilver | België           | 3 - 1 - 1 | 7    | 13-3 |
| Brons  | Duitsland        | 3 - 0 - 2 | 6    | 10-7 |
| 4      | Polen            | 1 - 2 - 2 | 4    | 11-9 |
| 5      | Tsjechoslowakije | 1 - 1 - 3 | 3    | 7-6  |
| 6      | Hongarije        | 0 - 0 - 5 | 0    | 1-28 |